# ماكسيم أوستينوف
ماكسيم أوستينوف (بالروسية: Устинов, Максим Игоревич)‏ هو لاعب كرة قدم روسي في مركز الوسط، ولد في 27 سبتمبر 1987 في نوفوروسيسك في روسيا. لعب مع نادي سكا.

## وصلات خارجية
- ماكسيم أوستينوف على موقع قاعدة بيانات كرة القدم.إي يو (الإنجليزية)
- ماكسيم أوستينوف على موقع Soccerway.com (الإنجليزية)